# Things I've Done
Things I've Done è il secondo album della cantante australiana Karise Eden, pubblicato il 17 ottobre 2014.
Dall'album sono stati estratti i singoli Dynamite e Loneliness.

## Tracce
1. Black Heart – 3:21 (Karise Eden, Jon Levine)
2. Taking It All – 3:26 (Karise Eden, Mike Elizondo)
3. Dynamite – 3:23 (Wayne Hector, Steve Mac, John Newman)
4. Loneliness – 3:50 (Karise Eden, Wayne Connolly, Lee Anna McCollum, Taylor Parks, Adam Spark)
5. Things I've Done – 4:19 (Karise Eden, Jon Hume)
6. Don't Ask Me – 3:52 (Karise Eden, Jez Ashurst, Emma Rohan)
7. She Don't – 3:58 (Karise Eden, Eric J)
8. 134 Days – 4:44 (Karise Eden, Ryan Laubscher)
9. We Got the Night – 3:53 (Karise Eden, Mark Lizotte)
10. House on Fire – 2:55 (Karise Eden, Matt Morris)
11. Broken Hearted – 5:10 (Karise Eden)
12. Something in the Water – 3:47 (Karise Eden, Jon Hume, Tiffany Vartanyan)

## Classifiche
| Classifica (2014) | Posizione massima |
| ----------------- | ----------------- |
| Australia         | 5                 |